# Mélissa Citrini-Beaulieu
Mélissa Citrini-Beaulieu (Châteauguay, 12 de junio de 1995) es una deportista canadiense que compite en saltos de trampolín.
Participó en los Juegos Olímpicos de Tokio 2020, obteniendo una medalla de plata en la prueba sincronizada (junto con Jennifer Abel). Ganó dos medallas de plata en el Campeonato Mundial de Natación, en los años 2017 y 2019.

## Palmarés internacional
| Juegos Olímpicos   | Juegos Olímpicos        | Juegos Olímpicos | Juegos Olímpicos     |
| Año                | Lugar                   | Medalla          | Prueba               |
| ------------------ | ----------------------- | ---------------- | -------------------- |
| 2020               | Tokio (Japón)           | Medalla de plata | Trampolín 3 m sincro |
| Campeonato Mundial |                         |                  |                      |
| Año                | Lugar                   | Medalla          | Prueba               |
| 2017               | Budapest (Hungría)      | Medalla de plata | Trampolín 3 m sincro |
| 2019               | Gwangju (Corea del Sur) | Medalla de plata | Trampolín 3 m sincro |